# خان بياض
خان بياض (بالفارسية: کاروانسرای بیاض) هو خان تاريخي يعود إلى عصر القاجاريون، ويقع في مقاطعة رفسنجان.